# أحمد الزاوش
أحمد الزاوش ولد في 4 أكتوبر 1907 في تونس العاصمة وتوفي في 23 مايو 1973، هو سياسي تونسي.

## السيرة الذاتية
أحمد هو الابن الأصغر للسياسي عبد الجليل الزاوش، زاول تعليمه في معهد دو بارك الثانوي في ليون. تحصل على شهادة البكالوريا في القانون في تولوز في 1931، ثم على ليسانس في ليون سنة 1934 في نفس المجال، وعاد حينها إلى تونس العاصمة للعمل مع المحامي ألبير دو ماتيس.

### قائد
كمسؤول وقانوني، أظهر نشاطا سياسيا كبيرا قبيل الاستقلال. في 1941، عينه محمد المنصف باي في منصب قائد مدينة تونس، وفي 1943 عينه في نفس المنصب في ضواحي تونس. بعد خلع الباي، أقاله الجنرال ألفونس جوان لأنه قاوم السلطات الفرنسية ودافع عن السيادة التونسية قبل احتلال تونس من قبل قوات المحور.

رئيس الحكومة محمد شنيق والدكتور محمود الماطري حاولا إعادته إلى منصبه كقائد، إلا أن محمد الأمين باي الذي كان منزعجا من توجهاته المنصفية لم يوقع أمر إعادته إلى منصبه إلا في 1952. عين قائدا على المنستير في 1954 ثم على صفاقس في 1956.

### والي وشيخ مدينة تونس
بعد الاستقلال، عين أحمد في 21 يونيو 1956 كأول وال لتونس وكان في نفس الوقت شيخ مدينة تونس حتي 1957، ثم أعاد تحمل هذا المنصب بين 1958 و1963.

طلب الرئيس الجديد الحبيب بورقيبة من أحمد الزاوش قيادة محمد الأمين باي عند إلغاء الملكية من قصر قرطاج. أثناء أحد مجالس الوزراء، سخر بورقيبة من إخلاصه واحترامه للباي المخلوع، فرد عليه أحمد الزاوش وقتها قائلا: «ليس شخص الأمين الباي الذي احترمته، ولكن صفحة منطوية من تاريخ تونس.»

أثناء تواجده على رأس بلدية تونس، قام الزاوش بإطلاق حملة تحديث كبيرة للعاصمة، كانت جزءً من سياسة بورقيبة. كانت أساسا مشاريع تجهيز عمومي ورياضي مثل الحي الأولمبي في المنزه ومجمع القرجاني، إضافة إلى مشاريع حضرية مثل تهيئة حديقة الحبيب ثامر وساحة معقل الزعيم وساحة العملة وساحة باستور وساحة جان دارك، ومشاريع صيانة للضواحي الجنوبية في المروج والوردية وأبواب قديمة للعاصمة مثل باب الفلة وباب عليوة، فضلا عن مشاريع متطورة مثل مشروع الحارة (الحي اليهودي) الذي يهدف إلى تنظيف وتعزيز النسيج الحضري لمدينة تونس العتيقة.

### أعمال أخرى
شجع أحمد الزاوش بشكل خاص العديد من المؤسسات النسائية والرياضية التونسية في ذلك الوقت مثل نادي عزيزة عثمانة والاتحاد الوطني للمرأة التونسية ونادي التنس بتونس الذي يشغل رئاسته.

في 1963، أصبح محافظ إدارة ملكية الأراضي، ثم في 1969 عين رئيس مدير عام الصندوق الوطني للتقاعد والحيطة الاجتماعية. في نفس السنة، قام الزاوش بتأسيس بورصة تونس وترأسها حتى 1972.

إبنه هو الطبيب عبد الجليل الزاوش.